# 數匯智控
數匯智控股份有限公司（英語：SUHUL GROUP）是一家位於臺灣的科技顧問服務公司，成立於2024年。公司業務為提供整合人工智慧（AI）應用的數位轉型，以及環境、社會與公司治理（ESG）相關的永續發展顧問服務。
該公司將其商業模式稱為「雙軸轉型」（Dual-Axis Transformation），意指結合數位化與永續發展兩項業務。集團設有美國母公司SUHUL LLC，並透過該公司營運雲端服務品牌Aether cloud。此外，集團亦成立了一家食品業關係企業「數匯智控山海豆花股份有限公司」。

## 歷史沿革

### 成立背景
2020年代，臺灣政府推動「2050淨零排放」路徑及數位經濟發展相關政策，市場環境促使企業同時面臨數位化升級與碳管理的雙重需求。在此背景下，數匯智控於2024年由李晏霆創立，初期業務方向即為結合AI技術與ESG永續發展的整合顧問服務。

### 發展歷程
- 2024年：公司以「數匯智控有限公司」之名於臺北市登記成立，初始資本額為新臺幣10萬元。同年，公司開始承接農業、零售與製造業的數位轉型專案，服務內容包括導入企業資源規劃（ERP）與客戶數據平台（CDP）系統、建置電子商務平台及供應鏈碳排放管理[5]。
- 2025年：公司改組為股份有限公司，並將資本額增資至新臺幣3,010萬元[2]。同年，公司於美國華盛頓州成立母公司SUHUL LLC，以拓展國際業務[5]。

## 主要業務與產品
數匯智控的服務組合圍繞其「雙軸轉型」框架，整合了人工智慧、雲端基礎設施與ESG顧問三大領域。

### 人工智慧與數據方案
公司的AI服務分為兩個層次：
- 生成式AI（Generative AI）：應用於行銷內容（如商品文案、社群貼文）的自動生成，以及自動化客服回應系統[4][5]。
- 代理式AI（Agentic AI）：用於處理業務流程自動化，例如訂單管理、客戶篩選與營運數據異常偵測等。此類AI系統被定義為能夠在無需持續人為干預下，自主進行決策與追求目標的智能代理[4][5][6]。

### 雲端與數位基礎設施
透過美國子公司SUHUL LLC營運的雲端服務品牌Aether cloud，提供基於亞馬遜雲端服務（AWS）的數位基礎設施方案。其服務重點包括：
- 永續雲端託管：建構低碳、高效能的雲端環境，並協助客戶進行碳盤查與ESG數據報告[7]。
- AI部署與合規方案：提供支援AI模型快速部署的環境，並強調其架構能滿足金融、醫療等產業對於數據主權與法規遵從的要求[7]。

2025年5月於香港註冊「倚泰雲科技股份有限公司」（AetherCloud Tech Co., Limited）。

### ESG與永續發展顧問
此業務旨在協助企業達成綠色轉型與永續經營目標，服務內容涵蓋技術與顧問兩方面：
- 智慧碳管理平台：提供碳足跡追蹤系統軟體，用以監測和量化營運活動中的碳排放數據[4][5]。
- 顧問服務：包含供應鏈減碳策略規劃，並協助企業遵循全球報告倡議組織（GRI）及ISO 14064等國際標準撰寫永續報告書[4]。

## 商業模式與市場定位

### 「雙軸轉型」策略
數匯智控將其商業模式定義為「數位轉型 X 永續轉型 = 雙軸轉型」。此模式主張企業應同步推進數位化與永續發展。此概念與近年產業研究趨勢相符，多份報告指出企業的數位轉型程度與其ESG績效呈現顯著正相關。根據產業研究，全球ESG與永續發展顧問服務市場預計在2027年將達到160億美元規模，年均複合成長率約為17%。

### 政府補助申請輔導
公司業務包含協助客戶申請政府相關的補助計畫，例如臺灣經濟部商業發展署的「商業服務業智慧減碳補助計畫」。根據媒體報導，該公司稱已成功協助客戶取得超過新臺幣5,000萬元的補助金額。

### 市場競爭
數匯智控所處的市場，同時存在大型國際顧問公司與利基型技術供應商。主要競爭者包括在亞洲地區擁有AI與ESG業務團隊的埃森哲（Accenture）、波士頓顧問公司（BCG）、安侯建業（KPMG）及安永（EY）等企業。此外，市場上亦有專注於碳管理軟體或特定ESG領域的供應商，以及臺灣本地的數位轉型或永續顧問公司。

## 技術與創新

### 代理式AI（Agentic AI）
代理式AI是數匯智控在技術層面的發展方向之一。此技術被學術界視為從傳統「任務導向」工作流程，轉向「目標驅動」自主系統的典範轉移。代理式AI系統能在少量人為監督下，自主理解高層次目標、進行規劃、並執行多步驟任務以達成目標。

### 策略夥伴關係
為擴展其服務能力，數匯智控已建立多項策略合作夥伴關係，包括：
- 亞馬遜雲端服務（AWS）：作為官方經銷商，為其Aether cloud雲端服務提供基礎技術平台與永續解決方案生態系的支持[3][24]。
- Appier：強化其在AI驅動行銷自動化領域的服務能力[3][4]。Appier本身亦有公開的ESG承諾[25]。
- 電子商務平台（91App, Shopline）：透過與電商開店平台合作，為零售業客戶提供從平台建置到AI行銷的整合服務[4]。

## 關係企業

### 美國母公司 SUHUL LLC
2025年初，數匯智控於美國華盛頓州成立全資母公司SUHUL LLC，作為拓展北美及國際市場的營運據點。該公司法律結構為有限責任公司（LLC），創辦人李晏霆為其管理者（Governor）。SUHUL LLC的主要業務為營運Aether cloud雲端服務品牌，專注於提供基於AWS的永續、AI部署及法規遵從解決方案。

### 餐飲子公司 山海豆花
2024年6月，集團於臺東縣成立「數匯智控山海豆花股份有限公司」（Matamata Tofu Pudding Co.），主要業務為豆製品的生產與銷售。根據公司發布的資料，該子公司的營運整合了母公司的技術支持，包括導入智能管理系統、結合數據分析優化行銷策略，並實踐採用低碳製程、支持在地農業等ESG理念。

## 獎項與榮譽
截至2025年8月，未有公開的第三方獎項或榮譽記錄。

## 爭議與批評
截至2025年8月，未有關於此公司的公開爭議或批評記錄。

## 外部連結
- 數匯智控官方網站